# Ракитное (Черновицкая область)
Раки́тное (укр. Рокитне) — село в Новоселицкой городской общине Черновицкого района Черновицкой области Украины.

## География
Расположено на берегу речки Ракитна.

## История
Село Ракитное (Рэкита) было основано на территории Молдавского княжества не позднее XVIII века.
После присоединения части княжества к Российской Империи была проведена Бессарабская перепись населения 1817 года. По данным переписи:
- Село Ракитное относится к Гилавецкому округу Хотинского цинута. Вотчина принадлежит монастырю Слатина. Вотчина охватывает 270 фалчей (мера измерения рум.)сенокоса, 340 фалчей пахотной земли и 150 фалчей сельского выгона, 1 безрыбный пруд, 1 владельческую мельницу и 1 священицкую.
- Состояние села разряда Г (недостаточное).
- Статистика духовного сословия: 3 священника, 1 вдова священника, 1 дьячок, 1 пономарь.

- Статистика низшего сословия: хозяйства царан — 164, хозяйства вдов крестьян(цэрань)— 24, хозяйства бурлаков (холостяков)— 28, прощенных — 7.

Всего: 204 мужских хозяйств и 25 вдовьих хозяйства.
На протяжении XIX века входило в состав Новоселицкой волости Хотинского уезда Бессарабской области, с 1873 года — Бессарабской губернии.
Согласно «Спискам населенных мест Бессарабской губернии» за 1859 год, Ракитное(Рэкита) — монастырское село, расположенное при австрийской границе. Население составляло 1060 человек (550 мужчин, 510 женщин), общее количество дворов — 140 (в среднем на двор приходилось 8 человек). Имелась одна православная церковь, один пограничный кордон.
В середине 20го века в селе возникла новая церковь, церковь евангельских христиан баптистов. В восьмидесятых
годах 20 го века построена церковь которая действует по сей день. Община насчитывает более ста постоянных членов церкви.
В соответствии со справочником «Волости и важнейшие селения Европейской России» (выпуск 8) на 1886 год, Ракитное(Рэкита) — село(царань) крестьян, в Новоселицкой волости, Хотинского уезда, при речке Ракитна с числом жителей — 1428, количеством дворов — 280 (в среднем на двор 5 человек). Имелась одна православная церковь, один пограничный кордон.
После 1918 года входит в состав Румынии. С 1944 года — в составе УССР, затем с 1991 года в состав Украины. До 2020 года входило в Новоселицкий район

## Церковь
В 1777 году в селе была открыта Успенская церковь. «Церковь деревянная, крепкая, утварью, ризами и книгами достаточна».
По состоянию на 1817 год, в селе имелись 3 священника, 1 вдова священника, 1 дьячок, 1 пономарь. Из трех священников, один — 82-летний Стефан Киурескул был посвящён в 1777 году Иоакимом, другой — 66-летний Иоанн Агапиевич посвящён в 1781 году Кириллом, а третий — 48-летний Василий Храб, посвящён в 1795 году.
В 1899 году было построено новое здание Успенской церкви, которому в настоящее время присвоен статус памятника архитектуры местного значения.

## Галерея
- Старая православная церковь в Ракитное (1915)
- Прихожане села Ракитное перед входом в православную церковь (1915)
- Жительницы села Ракитное в национальных буковинских костюмах (1915)
- Дом в Ракитное, в котором расквартировались солдаты 12-го моторно-артиллерийского дивизиона (1915)